# Wahl des Ministerpräsidenten von Schleswig-Holstein 2005
Bei der Wahl des Ministerpräsidenten von Schleswig-Holstein durch den Schleswig-Holsteinischen Landtag am 17. März 2005 kandidierten die amtierende Ministerpräsidentin des Landes, Heide Simonis (SPD), und der CDU-Landesvorsitzende und neu gewählte Vorsitzende der CDU-Landtagsfraktion, Peter Harry Carstensen. In vier Wahlgängen erhielt keiner der beiden Kandidaten die erforderliche Stimmenmehrheit. Der Landtag vertagte sich, ohne einen Ministerpräsidenten zu wählen. Sechs Wochen später, am 27. April 2005, wurde Carstensen schließlich zum Ministerpräsidenten einer Großen Koalition aus CDU und SPD gewählt.

## Ausgangssituation
Nach der Landtagswahl am 20. Februar 2005 erhielten die CDU 30, die SPD 29, die FDP vier, Bündnis 90/Die Grünen ebenfalls vier und der Südschleswigsche Wählerverband (SSW) zwei Sitze im Landtag. Damit verfügten weder CDU und FDP (zusammen 34 Sitze) noch SPD und Bündnis 90/Die Grünen (33 Sitze) über eine Mehrheit der Stimmen im Landtag. Statt eine Große Koalition aus CDU und SPD anzustreben, begannen die Sozialdemokraten Koalitionsgespräche mit den Grünen. Der zwischen SPD und Bündnis 90/Die Grünen geschlossene Koalitionsvertrag wurde schließlich am 15. März 2005 von Sonderparteitagen beider Parteien bestätigt.
Der SSW stimmte zu, die rot-grüne Koalition zu tolerieren und ihr mit seinen zwei Stimmen die notwendige Mehrheit von 35 Stimmen im Landtag zu verschaffen. Der zu diesem Zweck von den Fraktionen der SPD und Bündnis 90/Die Grünen gestellte Antrag, in die Geschäftsordnung des Landtags ein Ausschuss-Grundmandat für die SSW-Abgeordneten aufzunehmen, wurde unmittelbar vor der Wahl des Ministerpräsidenten beschlossen.

## Wortlaut der Verfassung und der Geschäftsordnung
Zu der Zeit war die Verfassung des Landes Schleswig-Holstein in der Fassung vom 13. Juni 1990 (zuletzt geändert durch Gesetz zur Änderung der Verfassung des Landes Schleswig-Holstein und des Volksabstimmungsgesetzes vom 14. Februar 2004) gültig. Die Bestimmungen zur Wahl des Ministerpräsidenten in Artikel 26 lauteten:
„(2) Die Ministerpräsidentin oder der Ministerpräsident wird vom Landtag ohne Aussprache gewählt. Sie oder er beruft und entläßt die Landesministerinnen und Landesminister und bestellt aus diesem Kreis für sich eine Vertreterin oder einen Vertreter.
(3) Zur Ministerpräsidentin oder zum Ministerpräsidenten ist gewählt, wer die Stimmen der Mehrheit der Mitglieder des Landtages auf sich vereinigt.
(4) Erhält im ersten Wahlgang niemand diese Mehrheit, so findet ein neuer Wahlgang statt. Kommt die Wahl auch im zweiten Wahlgang nicht zustande, so ist gewählt, wer in einem weiteren Wahlgang die meisten Stimmen erhält.“
Laut Geschäftsordnung des Landtages (§ 63 Absatz 3) war die Wahl des Ministerpräsidenten als geheime Wahl durchzuführen:
„Bei Wahlen muss geheime Abstimmung stattfinden. Sie erfolgt durch Abgabe von Stimmzetteln. Auf Vorschlag der Präsidentin oder des Präsidenten oder auf Antrag kann offen abgestimmt werden, es sei denn, dass achtzehn Abgeordnete widersprechen.“

## Wahlgänge am 17. März 2005
Tagesordnungspunkt 6 der konstituierenden Sitzung des 16. Landtages von Schleswig-Holstein lautete „Wahl und Vereidigung der Ministerpräsidentin oder des Ministerpräsidenten“. Die Fraktionen von SPD und Bündnis 90/Die Grünen schlugen Heide Simonis vor, Kandidat der Fraktionen von CDU und FDP war Peter Harry Carstensen.

### Erster Wahlgang
Die um 13:18 Uhr begonnene Behandlung des Tagesordnungspunktes führte zur geheimen Abstimmung. Der Landtagspräsident Martin Kayenburg (CDU) gab nach der öffentlich am Präsidentenstuhl durchgeführten Auszählung das Ergebnis bekannt: Für Peter Harry Carstensen hatten 33 Abgeordnete, für Heide Simonis 34 Abgeordnete gestimmt; zwei Abgeordnete (mutmaßlich je einer aus dem Lager von SPD, Bündnis 90/Die Grünen und SSW einerseits und CDU und FDP andererseits) hatten sich enthalten. Daraufhin ordnete der Präsident einen sich unmittelbar anschließenden zweiten Wahlgang an.

### Zweiter Wahlgang
Auch im zweiten Wahlgang ergab sich für keinen der Kandidaten die erforderliche Mehrheit: Bei einer Enthaltung erhielt Heide Simonis erneut 34 Stimmen, während Peter Harry Carstensen diesmal ebenfalls 34 Stimmen auf sich vereinigte; also stimmte mindestens ein Abgeordneter von SPD, Bündnis 90/Die Grünen oder SSW nicht für Heide Simonis.

### Dritter Wahlgang
Im dritten Wahlgang genügte nach Artikel 26 Absatz 4 Satz 2 der Verfassung des Landes Schleswig-Holstein die einfache Mehrheit der Abgeordneten. Da sich jedoch wiederum ein Patt zwischen Carstensen und Simonis ergab (34 zu 34 Stimmen bei einer Enthaltung), führte auch dieser Wahlgang nicht zum Ergebnis. Um 14:15 Uhr unterbrach der Präsident des Landtages die Plenarsitzung für Sitzungen der Fraktionen und berief für 15:15 Uhr den Ältestenrat ein.
Während Heide Simonis nach dem Wahlgang jede Stellungnahme ablehnte, sagte der SPD-Fraktionschef Lothar Hay, er sei „tief enttäuscht“ von dem oder der Abgeordneten, der „Geschichte schreiben möchte“. Hay ließ nun innerhalb der SPD-Fraktion eine geheime Probeabstimmung vornehmen, die Grünen verfuhren ebenso. Die Vorsitzende des SSW im Landtag Anke Spoorendonk sagte, sie sei „mehr als irritiert und wütend“ über die Abstimmungsergebnisse und stellte die Tolerierung der rot-grünen Koalition durch den SSW in Frage. Der FDP-Fraktionsvorsitzende Wolfgang Kubicki sprach sich für eine Große Koalition aus, spekulierte aber unmittelbar nach der Unterbrechung der Sitzung – zutreffend –, dass die SPD noch einen Wahlversuch starten wollte. Der CDU-Generalsekretär Volker Kauder forderte die zu diesem Zeitpunkt geschäftsführend amtierende Ministerpräsidentin Heide Simonis auf, sich von einer weiteren Kandidatur zurückzuziehen.

### Vierter Wahlgang
Der Ältestenrat beschloss in seiner Sitzung einen vierten Wahlgang. Um 16:19 Uhr wurde das Ergebnis bekanntgegeben; wieder gab es bei einer Enthaltung einen Gleichstand von 34 zu 34 Stimmen, obwohl in den vorherigen fraktionsinternen Geheimabstimmungen von SPD und Bündnis 90/Die Grünen alle Abgeordneten für Heide Simonis gestimmt hatten. Der vom SPD-Fraktionsvorsitzenden Lothar Hay beantragten Sitzungsunterbrechung von einer Stunde mit anschließendem Zusammentritt des Ältestenrates wurde zugestimmt.
Am Abend gab der Landtagspräsident eine Vereinbarung aus dem Ältestenrat bekannt. Die Fraktionen waren übereingekommen, am 17. März keinen weiteren Wahlgang durchzuführen. Die nächste Plenarsitzung des Landtags sollte am 27. April stattfinden.

## Konsequenzen
Am folgenden Tag gab Heide Simonis bekannt, dass sie für eine erneute Kandidatur als Ministerpräsidentin nicht mehr zur Verfügung stehen werde. Die Suche nach einem „Abweichler“ innerhalb der SPD blieb ergebnislos und wurde am 24. März 2005 eingestellt. Die Frage eines Abweichlers aus den anderen Gruppierungen (Bündnis 90/Die Grünen oder SSW) wurde öffentlich nicht weiter verfolgt. Ende September 2005 erklärte Simonis in einem Interview mit dem Politikmagazin Cicero, dass sie meine zu wissen, wer der Abweichler sei. Sie werde ihn aber nicht nennen. In anderen Medien war zuvor gemutmaßt worden, dass sie ihren Finanzminister Ralf Stegner (SPD) verdächtige, was sie aber dementierte.

### Neue Kandidaten
Da die Verfassung nicht ausdrücklich von einem dritten oder vierten, sondern nur von einem „weiteren“ Wahlgang sprach, erschien es möglich, die Wahl des Ministerpräsidenten beliebig lange fortzusetzen, bis es kein Patt mehr gegeben hätte. Es wurde spekuliert, dass anstelle von Heide Simonis Ralf Stegner kandidieren könnte. Der wissenschaftliche Dienst des Landtages sollte nach Informationen des Nachrichtenmagazins Der Spiegel prüfen, ob die SPD für einen neuen Wahlgang einen anderen Kandidaten vorschlagen könne. Der SSW, der von vielen Beobachtern als der größte Verlierer der gescheiterten Regierungsbildung gesehen wurde, hatte allerdings erklärt, dass die Tolerierung einer rot-grünen Minderheitsregierung nach der gescheiterten Wahl von Heide Simonis zur Regierungschefin nicht mehr in Betracht komme.

### Möglichkeit von Neuwahlen
Ebenfalls wurden Neuwahlen des Landtags ins Gespräch gebracht, zu der aber nach Artikel 13 Absatz 2 der Verfassung des Landes Schleswig-Holstein eine Zweidrittelmehrheit im Landtag notwendig gewesen wäre. Ob die geschäftsführende Ministerpräsidentin noch die Vertrauensfrage nach Artikel 36 der Verfassung stellen und bei deren negativer Beantwortung den Landtag auflösen könne, konnte nicht klar beantwortet werden. Artikel 13 Absatz 2 und Artikel 36 der Verfassung lauteten:
„Der Landtag kann mit der Mehrheit von zwei Dritteln seiner Mitglieder unter gleichzeitiger Bestimmung eines Termins zur Neuwahl die Wahlperiode vorzeitig beenden. (Artikel 13 Absatz 2)
Stellt die Ministerpräsidentin oder der Ministerpräsident in einem Antrag die Vertrauensfrage, ohne hierfür die Zustimmung der Mehrheit der Mitglieder des Landtages zu finden, so kann die Ministerpräsidentin oder der Ministerpräsident binnen zehn Tagen die Wahlperiode vorzeitig beenden.“ (Artikel 36 Absatz 1 Satz 1)

### Weiterführung der Regierung
Bis zur erfolgreichen Wahl eines Ministerpräsidenten durch den 16. Landtag führten Ministerpräsidentin Heide Simonis und die weiteren Regierungsmitglieder in Übereinstimmung mit Artikel 27 Absatz 2 der Landesverfassung ihre Ämter weiter. Die Amtsdauer dieser geschäftsführenden Landesregierung war formal unbegrenzt, wie der Fall des sogenannten „Kabinetts Schwarz“ zeigt: Ab dem 2. Oktober 1987 amtierte in Schleswig-Holstein eine geschäftsführende Landesregierung ohne Regierungsmehrheit unter Führung des Ministers für Bundesangelegenheiten und Stellvertreters des Ministerpräsidenten Henning Schwarz (CDU) so lange, bis Björn Engholm (SPD) nach einer vorgezogenen Neuwahl des Landtags am 31. Mai 1988 zum neuen Ministerpräsidenten gewählt werden konnte. Artikel 27 Absatz 2 der Verfassung lautete:
„Endet das Amt der Ministerpräsidentin oder des Ministerpräsidenten, so sind sie oder er und mit ihr oder ihm die anderen Mitglieder der Landesregierung verpflichtet, die Geschäfte bis zum Amtsantritt der Nachfolgerinnen oder der Nachfolger weiterzuführen. Auf Ersuchen der Ministerpräsidentin oder des Ministerpräsidenten hat eine Landesministerin oder ein Landesminister die Geschäfte bis zur Ernennung einer Nachfolgerin oder eines Nachfolgers weiterzuführen.“

## Fünfter Wahlgang am 27. April 2005
Nach der gescheiterten Ministerpräsidentenwahl vom 17. März 2005 vereinbarten CDU und SPD die Aufnahme von Verhandlungen zur Bildung einer Großen Koalition, die zum Erfolg führten. Der Koalitionsvertrag wurde durch die satzungsgemäßen Organe von CDU und SPD bestätigt.
Im fünften Wahlgang zur Wahl des Ministerpräsidenten von Schleswig-Holstein war Peter Harry Carstensen der von CDU und SPD gemeinsam vorgeschlagene Kandidat. Er erhielt 54 von 69 abgegebenen gültigen Stimmen. Sieben Abgeordnete stimmten gegen ihn, acht enthielten sich. Carstensen erhielt damit fünf Stimmen weniger, als die neuen Regierungsfraktionen CDU und SPD zusammen zählten. Peter Harry Carstensen wurde somit zum zwölften Ministerpräsidenten des Landes Schleswig-Holstein gewählt; er war der erste ordentlich gewählte CDU-Ministerpräsident seit Uwe Barschel, der am 2. Oktober 1987 von seinem Amt zurückgetreten war.